# Alfredo Ruas
Alfredo Ruas (Anjos, Lisboa, Portugal, 20 de dezembro de 1892 - Lourenço Marques, Moçambique, 13 de novembro de 1966) foi um cantor, autor e ator de teatro e cinema português. Destacou-se sobretudo no teatro de revista, tendo criado e interpretado várias peças musicais e fados que foram gravadas pela Odeon. Contracenou com Ilda Stichini, Amélia Rey Colaço, Fernanda Coimbra, Teresa Gomes, Lucinda do Carmo, Lina Demoel, Brunilde Júdice, Adelina Forte, Gil Ferreira e Eugênia Álvaro Moreyra, entre muitos outros nomes.

## Biografia
Nascido a 20 de dezembro de 1892, em Lisboa, Alfredo Abranches Ruas era filho da atriz Adelina Abranches e do empresário Luís Gonzaga Viana Ruas, sendo irmão mais novo de Aura Abranches.
Em 1909 estreou-se na peça A Feiticeira, de Victorien Sardou, no antigo Teatro do Príncipe Real (Teatro Apolo) em Lisboa, ingressando dois anos depois na sua primeira tournée às ilhas dos Açores e Madeira, seguindo-se o Brasil, com Leopoldo Fróes e Paquito Calvo. Interpretava essencialmente os papéis dos galãs cómicos das operetas austríacas. Nos anos seguintes integrou as companhias do Teatro Apolo, Teatro Maria Vitória, Teatro da Natureza, cujas peças eram encenadas no Jardim da Estrela, Rey Colaço-Robles Monteiro ou ainda companhia de Álvaro Moreyra, entre outros, e fundou a sua própria companhia, ao lado de sua irmã, intitulada de Aura Abranches-Alfredo Ruas, levando aos palcos peças como Frei Luís de Sousa, de Almeida Garret, A Mulher Mascarada, de Charles Mére, O Tio Rico, de Amílcar Ramada Curto, ou O Grande Amor, de Mário Nicodemi.
Juntamente com Álvaro Leal, escreveu a farsa em 3 actos O Cabo Verde, e com Feliciano Santos, O Campo de Aviação. Traduziu do francês as peças L’enfant de l’amor, de Henry Bataille, La Gamine, de Pierre Weber e Henri de Gosse, Pour Vivre Heureux, de Ives de Mirande, L’Amor defendu, de Romain Coolus, On Purge Bebé e Maria Colibri, de Georges Feydeau.
No cinema estreou-se em 1921, com o filme mudo Amor de Perdição, realizado por Georges Pallu, seguindo-se Lisboa, Crónica Anedótica em 1930. Integrou o elenco de vários filmes sonoros portugueses e brasileiros.
Posteriormente fixou residência em Lourenço Marques, tendo continuado a atuar. Em 1960, apresentou uma exposição de pintura, com 21 quadros da sua autoria, e em 1961, participou noutra exposição, onde expôs uma pintura, ao lado de Malangantana e Rui Calçada Bastos.

## Carreira

### Cinema
- Amor de Perdição (1921), como Simão Botelho
- Lisboa, Crónica Anedótica (1930)
- O Trevo de Quatro Folhas (1936), como Pintor
- Feitiço do Império (1940), como Sargento
- Amor de Perdição (1943), como Mourão Mosqueira
- Inês de Castro (1944), como Álvaro Gonzales
- Três Dias Sem Deus (1945), como Pai de Lídia
- Um Beijo Roubado (1950), como Porteiro
- Chaimite (1953), não creditado
- Três Recrutas (1953)
- Treze Cadeiras (1957)[17]

### Teatro
- A Feiticeira (1909, Teatro do Príncipe Real, Lisboa),
- O Fado (1910, Teatro Apolo, Lisboa), de João Bastos e Bento Faria[18]
- Agulha em Palheiro (1911, Teatro Apolo, Lisboa), de Ernesto Rodrigues, Félix Bermudes e Marçal Vaz (pseudónimo de Lino Fernandes)
- Esta Mascara (1911, Teatro Sá da Bandeira, Porto), autoria Cacilda de Castro[19]
- Ó Ricócó (1920, Teatro Carlos Gomes, Rio de Janeiro), encenação de Lino Ferreira, Silva Tavares e Lopo Lauer[20]
- Os Poveiros (1921, Teatro Nacional São João, Porto), de Henrique Roldão e Robalo Sales
- As Virtudes de Germana (1923, Teatro Politeama, Lisboa), de José Sarmento
- A Ondina (1924, Teatro Politeama, Lisboa), de Marco Praga[21]
- Rataplan! (1925, Teatro Maria Vitória, Lisboa), encenação de Gregos e Troianos[22]
- Água-Pé (1927, Teatro Avenida, Lisboa), encenação de Irmãos Unidos[23]
- Charivari (1929, Teatro Politeama, Lisboa), de Manuel Santos Carvalho
- Rosa Engeitada (1929, Teatro Maria Vitória, Lisboa), adaptação de Silva Tavares, António Carneiro, Coutinho Oliveira
- O Senhor da Serra (1931, Teatro República, Rio de Janeiro)[24]
- O Noviço (1937, Teatro Regina, Rio de Janeiro), de Martins Pena
- O Cabeleira (1937, ), de José do Rego e Santa Rosa
- O Rio (1937, Teatro Regina, Rio de Janeiro), de Júlio Tavares (pseudônimo de Carlos Lacerda)
- Luz por baixo da porta, de J. Guimarães Menegale
- Frei Luís de Sousa, de Almeida Garret
- Ásia (1937, Teatro Boa Vista, São Paulo), de Henri-René Lenormand
- Ludo (1937), de Pierre Seize
- O Rei do Câmbio (1939), de J. Carlos Lisboa
- A Peleja de D. Tareja (1939, Teatro Ginásio, Lisboa), de Alfredo Ruas, Francisco Ribeiro e Alberto Reis

### Literatura
- O Cabo Verde (peça teatral)
- O Campo de Aviação (peça teatral)

## Homenagens
O seu nome faz parte da toponímia de Ramada em Odivelas.